# Короткова, Наталья Давыдовна
Наталья Давыдовна Короткова (2 октября 1928 — 25 мая 2009) — передовик советского сельского хозяйства, свинарка совхоза имени Фрунзе Суздальского района Владимирской области, Герой Социалистического Труда (1971).

## Биография
Родилась в 1928 году в селе Ольгино, ныне Клепиковского района Рязанской области в русской семье крестьянина. В 1940 году вся семья переехала в село Павловское Суздальского района Владимирской области. Здесь Наталья окончила обучение в школе</ref>.
Вся ее трудовая деятельность связана с развитием местного сельскохозяйственного предприятия. С детства с родителями работала на полях совхоза имени Фрунзе. Предприятие специализировалось на выращивании поросят, которых потом отправляли на откорм в другие колхозы и совхозы. В 1951 году Коротокова перешла работать на свиноферму. К началу 1970-х годов в её группе на откорме находилось 22 свиноматки. С каждой она получала высокий приплод. К моменту отъёма вес поросят составлял 18-20 килограммов на голову. Ежегодно выращивала более 1000 поросят.
За  выдающиеся успехи, достигнутые в развитии сельскохозяйственного производства и выполнении пятилетнего плана продажи государству продуктов земледелия и животноводства, Указом Президиума Верховного Совета СССР от 8 апреля 1971 года Наталье Давыдовне Коротковой было присвоено звание Героя Социалистического Труда с вручением ордена Ленина и золотой медали «Серп и Молот».
В дальнейшем продолжала работать на ферме до выхода на заслуженный отдых.
Проживала в селе Павловское Суздальского района Владимирской области. Умерла 25 мая 2009 года. Похоронена на сельском кладбище в Павловском. 

## Награды
За трудовые успехи удостоена:
- золотая звезда «Серп и Молот» (08.04.1971),
- орден Ленина (08.04.1971),
- Медаль «За трудовую доблесть» (22.03.1966),
- другие медали.